# Distant Plastic Trees
Distant Plastic Trees è il primo album in studio del gruppo musicale statunitense The Magnetic Fields, pubblicato nel 1991.

## Tracce
1. Railroad Boy – 2:59
2. Smoke Signals – 3:28
3. You Love to Fail – 2:30
4. Kings – 2:15
5. Babies Falling – 3:18
6. Living in an Abandoned Firehouse with You – 3:58
7. Tar-Heel Boy – 2:26
8. Falling in Love with the Wolfboy – 4:05
9. Josephine – 3:08
10. 100,000 Fireflies – 3:20
11. Plant White Roses – 4:52

## Formazione
- Stephin Merritt - strumenti vari, produzione
- Susan Anway - voce